# MitID
MitID er Danmarks nationale digitale identifikationsløsning, der blev lanceret i 2021 som en erstatning for det tidligere NemID. Systemet bruges af borgere, virksomheder og myndigheder til sikker digital signering, autentifikation og adgang til offentlige og private tjenester, såsom netbank, borgerportaler og digitale selvbetjeningsløsninger.

## Baggrund
MitID blev udviklet af Digitaliseringsstyrelsen i samarbejde med Finans Danmark og leverandøren Nets for at styrke sikkerheden og sikre, at Danmark overholder EU's krav til digital identitet, herunder eIDAS-forordningen.

## Funktionalitet
MitID giver brugerne mulighed for at logge sikkert ind ved hjælp af flere forskellige metoder, herunder:
- MitID appen: En mobilapp tilgængelig for smartphones, hvor brugeren godkender logins og transaktioner.
- Kodeviser: En fysisk enhed, der genererer engangskoder.
- Kodelæser: En anden fysisk løsning til personer med særlige behov, der kan scanne koder for godkendelse.

## Sikkerhed
MitID tilbyder forbedret sikkerhed sammenlignet med NemID, bl.a. gennem stærkere autentifikationsmuligheder og mere robuste løsninger mod digitale trusler. Brugerne kan også administrere deres MitID og spærre adgangen i tilfælde af mistanke om misbrug.

## Brug og udbredelse
MitID anvendes til en bred vifte af digitale tjenester i Danmark og har hurtigt opnået bred adoption blandt borgere og erhvervsliv. Det er blevet obligatorisk for de fleste digitale interaktioner med myndigheder og banker.

## Overgang fra NemID til MitID
Overgangen fra NemID til MitID begyndte i 2021 og blev afsluttet i 2023. Brugere blev opfordret til at skifte til MitID gennem kampagner og vejledning fra banker og offentlige myndigheder.